# Legal Entity Identifier
Legal Entity Identifier (LEI) är en global riktlinje för identifiering av motparter inom finansmarknaden, vilken antogs 2012. Legal Entity Identifier består av 20 tecken och används för unik identifiering av juridiska enheter. Fr.o.m. den 3 januari 2018 är LEI-kod obligatorisk för alla juridiska personer som vill göra affärer med värdepapper. Sedan den 1 juli 2023 gäller även kravet på LEI för bolag som handlar värdepapper genom en kapitalförsäkring.
Legal Entity Identifier används primärt av banker för rapporteringen av motparten i värdepappers- och derivat-transaktioner. Rapporteringen sker främst för efterlevnad av två huvudsakliga finansiella EU-regelverk, European Market Infrastructure Regulation (EMIR) och Market in Financial Instruments Directive II (MiFID II).

## Struktur
En Legal Entity Identifier (LEI) består av 20 tecken, baserad på ISO 17442 standarden som är utvecklad av International Organization for Standardization (ISO). Varje kod innehåller information om den juridiska enhetens ägarstruktur och svarar på "vem är vem" och "vem äger vem". 
Strukturen består av följande delar: 
- Tecken 1-4: Prefix som används för att identifiera den utfärdande organisation (Local Operating Unit)
- Tecken 5-18: Tecken som är specifika för den juridiska enheten.
- Tecken 19-20: Två kontrollsiffror i enlighet med ISO 17442 standarden.

Fyra nyckelprinciper för LEI: 
1. Det är en global standard.
2. En unik identifiering av varje enskild juridisk enhet.
3. Koden har stöd av en hög kvalitet på datan.
4. Det är en publik och fritt tillgänglig kod för alla.

Minimikrav enligt ISO 17442 standard som behöver följas för alla Legal Entity Identifiers: 
- Det officiella namnet på juridiska enheten som det står i officiella register.
- Den registrerade adressen för den juridiska enheten.
- Registreringsland
- Landskoder för registreringsland och postord.
- Datum för första registrering, datum för senaste uppdateringen, samt datum för förfall.

Giltighetstid för LEI 
- Giltighetstiden för LEI är 1 år från det datum Legal Entity Identifier registreras
- Årlig förnyelse är ett måste för det företag som vill fortsätta vara aktivt på värdepappersmarknaden
- Förnyelse kan ske via valfri ackrediterad registrator och koden förblir oförändrad även vid överföring mellan LOU (Local Operating Unit)

## Historia
I efterdyningarna av finanskrisen 2008 och Lehman Brothers kollaps beslutade G20 gruppen att införa regleringar avseende identifiering av motparter i finansiella transaktioner. Ett antal internationella finansiella organisationer tog därför under 2011 fram en kravspecifikation för Legal Entity Identifier (LEI) ”Requirements for a Global Legal Identifier”. 
Financial Stability Board publicerade 2012-06-08 en rapport avseende rekommendationer för utveckling och implementering av ett globalt system för Legal Entity Identifier. G20 gruppen gav sitt stöd till rapporten vid G20 mötet 19 juni 2012. De första LEI-koder utfärdades bara några månader senare, i december 2012.